# Américo Navarro
Emmerich Toth Emmerling (Budapest, 9 de junio de 1942) conocido artísticamente como Américo Navarro, es un humorista y actor húngaro-venezolano, que desarrolló su carrera artística en Venezuela. Conocido por programas como Radio Rochela, Cheverísimo y A que te ríes.

## Biografía

### Televisión
Su larga carrera artística comenzó en el año 1957, cuando fue parte del programa musical y cómico de corte infantil, Bambilandia, transmitido por Televisa, canal que luego se transformaría en Venevision. 
Dos años después, en RCTV se convierte en uno de los fundadores de La Gran Cruzada del Buen Humor, y para 1961 el programa acabó convirtiéndose en Radio Rochela, allí estuvo durante 30 años haciendo reír al público que disfrutó de su talento en personajes como el profesor Trinity. Dentro de RCTV, igualmente laboró en Matrimonios y Algo Más, programa en el que no solo actuaba, sino también dirigía.
Américo llega a Venevisión en 1992 con Cheverísimo hasta 2020 y posteriormente, en el 2000 forma parte de los provocadores del programa ¡Qué Locuras! y retorna al canal e ingresa al elenco del programa Cásate y Verás en 2006, para estar posteriormente en el programa que lo sustituiría desde 2010, ¡A Que Te Ríes!, el espacio cómico en el que ha hecho sketches como "Si no se puede, no se puede"; "Carito, Vale"; "Eso está bien, eso está mal", por nombrar algunos.

### Teatro
Paralelamente a su incursión en la televisión , también lo hizo en el teatro en diversas obras y montajes, algunas de ellas producidas por reconocidas figuras del espectáculo como Guillermo "Fantástico" González, Eduardo Serrano, Carlos Cerutti, Francisco Martínez, Pompeyo Izquierdo y Armando Roblán.

### Radio
En lo que respecta al ámbito radial, ha demostrado su capacidad artística en diversas emisoras, algunas de ellas son Radio Caracas Radio, Radio Tropical, Radio Continente y Radio Rumbos.

## Vida personal
Se dedica al cuidado de su nieta. Tiene tres hijos Floryvette, Anaile y Américo y vive actualmente en Estados Unidos.